# Ewa Klamt
Ewa Klamt, née le 26 mai 1950 à Straubing, est une femme politique allemande.
Membre de l'Union chrétienne-démocrate d'Allemagne, elle est députée européenne de 1999 à 2009 et députée au Bundestag de 2010 à 2013. 